# Henry Wellcome
Sir Henry Solomon Wellcome (21. srpna 1853 – 25. července 1936) byl americký podnikatel ve farmaceutickém průmyslu. V roce 1880 založil se svým kolegou Silasem Burroughsem farmaceutickou společnost Burroughs Wellcome & Company, která je jednou ze čtyř velkých společností, které se nakonec spojily a vytvořily GlaxoSmithKline. Ve své závěti zanechal velké množství kapitálu na charitativní činnost, která byla použita k vytvoření Wellcome Trust, jedné z největších světových lékařských charitativních organizací. Byl vášnivým sběratelem lékařských artefaktů, které nyní spravuje Science Museum v Londýně a malý výběr z nich je vystaven ve sbírce Wellcome Collection.

## Životopis

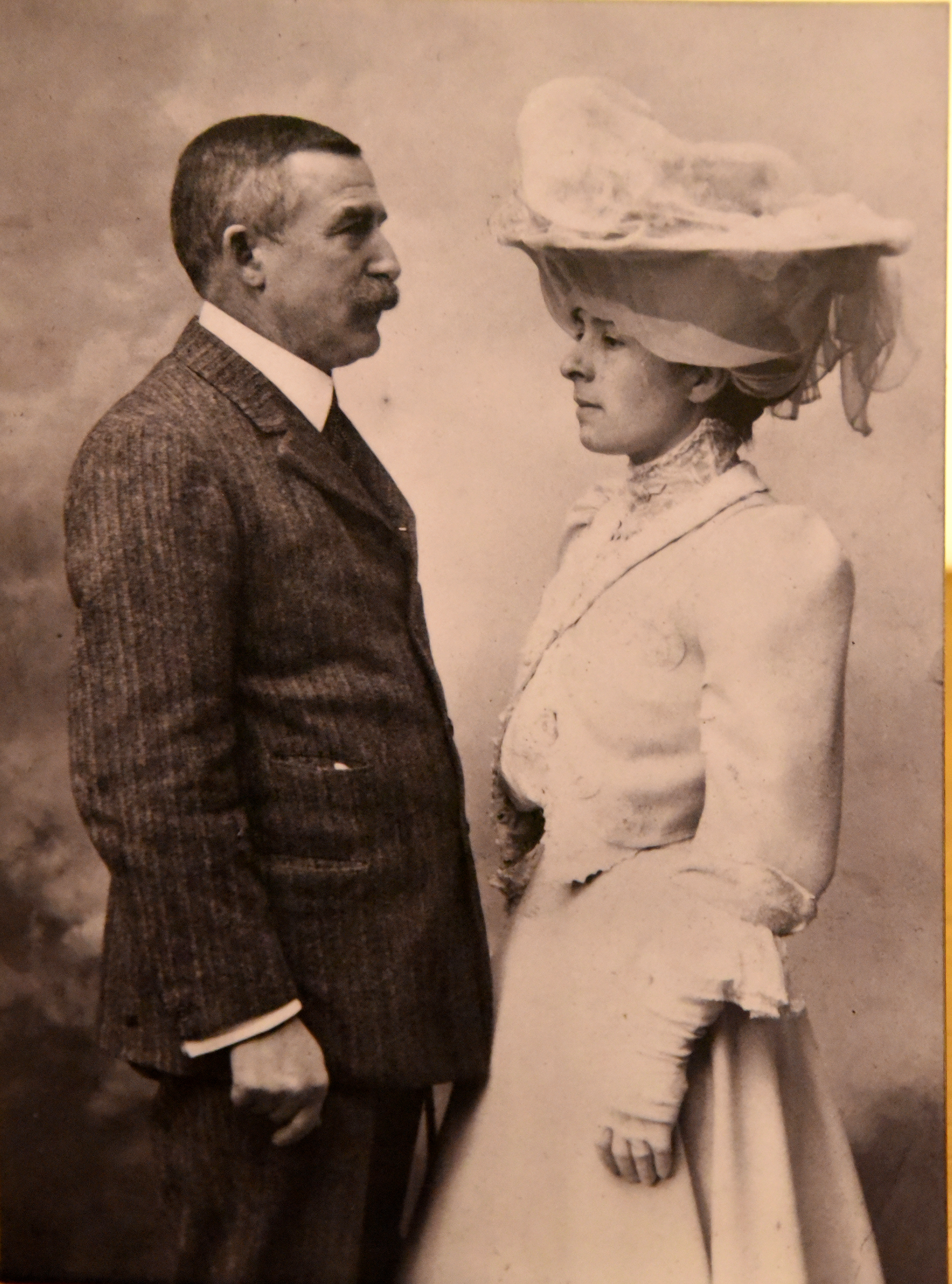
Henry Wellcome a jeho manželka Syrie, asi 1902. Neznámý fotograf. The Wellcome Collection, Londýn

Wellcome se narodil v pohraničním srubu v místě, které se později stalo Almondem ve Wisconsinu, reverendovi S. C. Wellcomovi, putujícímu misionáři, který cestoval a kázal v krytém voze, a Mary Curtis Wellcomové. Od počátku se zajímal o medicínu, zejména o marketing. Jeho prvním produktem, ve věku 16 let, byl neviditelný inkoust (ve skutečnosti jen citronová šťáva), který inzeroval v Garden City (MN) Herald. Byl vychován s přísnou náboženskou výchovou, zejména s ohledem na hnutí střídmosti. Jeho otec byl silným členem Církve druhých adventistů. Byl svobodným zednářem.

### Farmaceutický ředitel

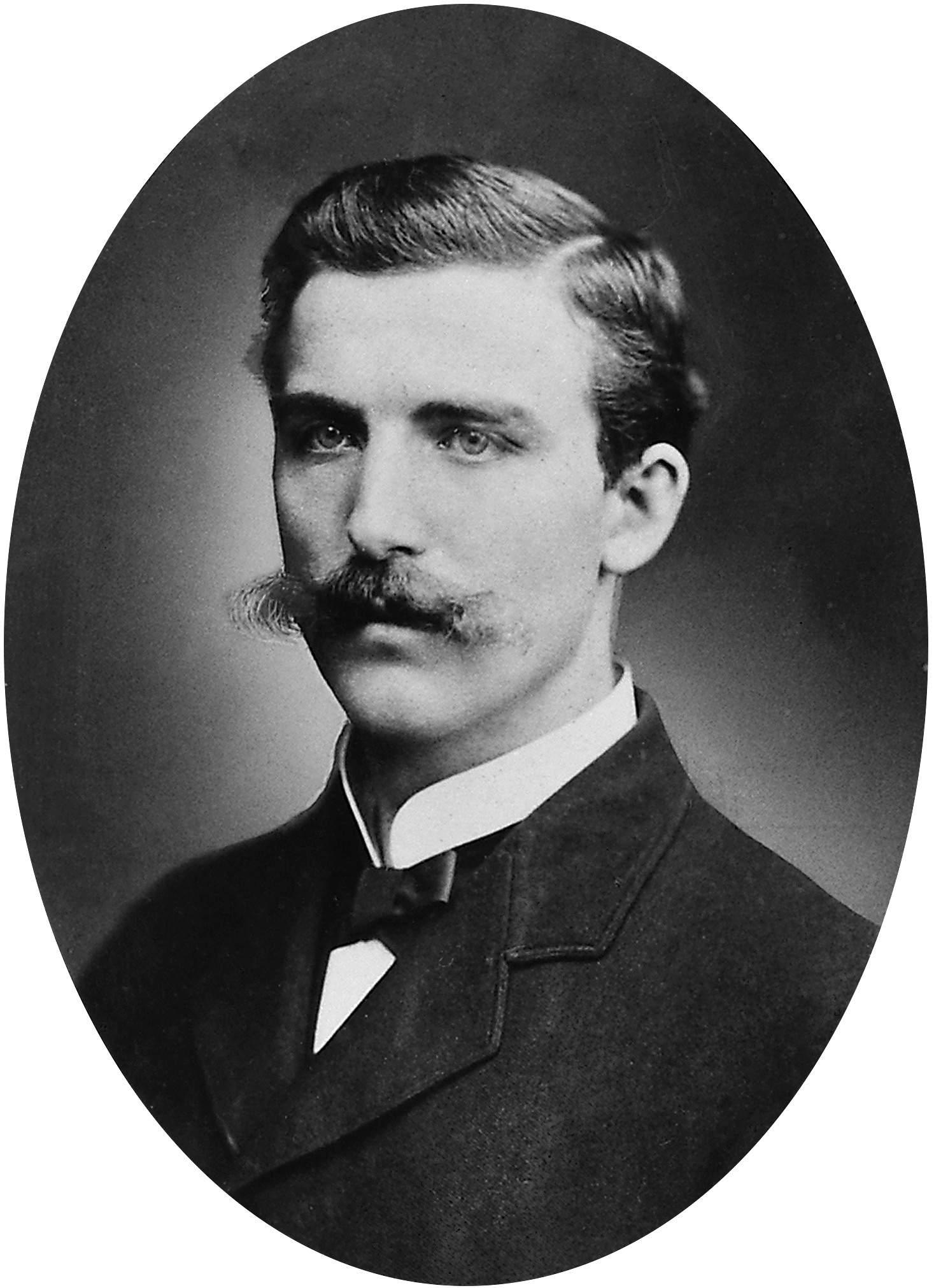
Henry Wellcome v roce 1880

V roce 1880 Wellcome založil farmaceutickou společnost Burroughs Wellcome & Company se svým kolegou Silasem Mainville Burroughsem. Zavedli prodej léků ve formě tablet do Anglie pod ochrannou známkou „Tabloid“ z roku 1884. Dříve se léky prodávaly většinou jako prášek nebo tekutina. Burroughs a Wellcome také představili lékařům přímý marketing a poskytli jim vzorky zdarma. V roce 1895 Burroughs zemřel ve věku 48 let a společnost zůstala v rukou společnosti Wellcome. To vzkvétalo a Wellcome zřídil několik souvisejících výzkumných laboratoří. V roce 1924 sloučil Wellcome všechny své komerční i nekomerční aktivity do jedné holdingové společnosti The Wellcome Foundation Ltd.

### Osobní život

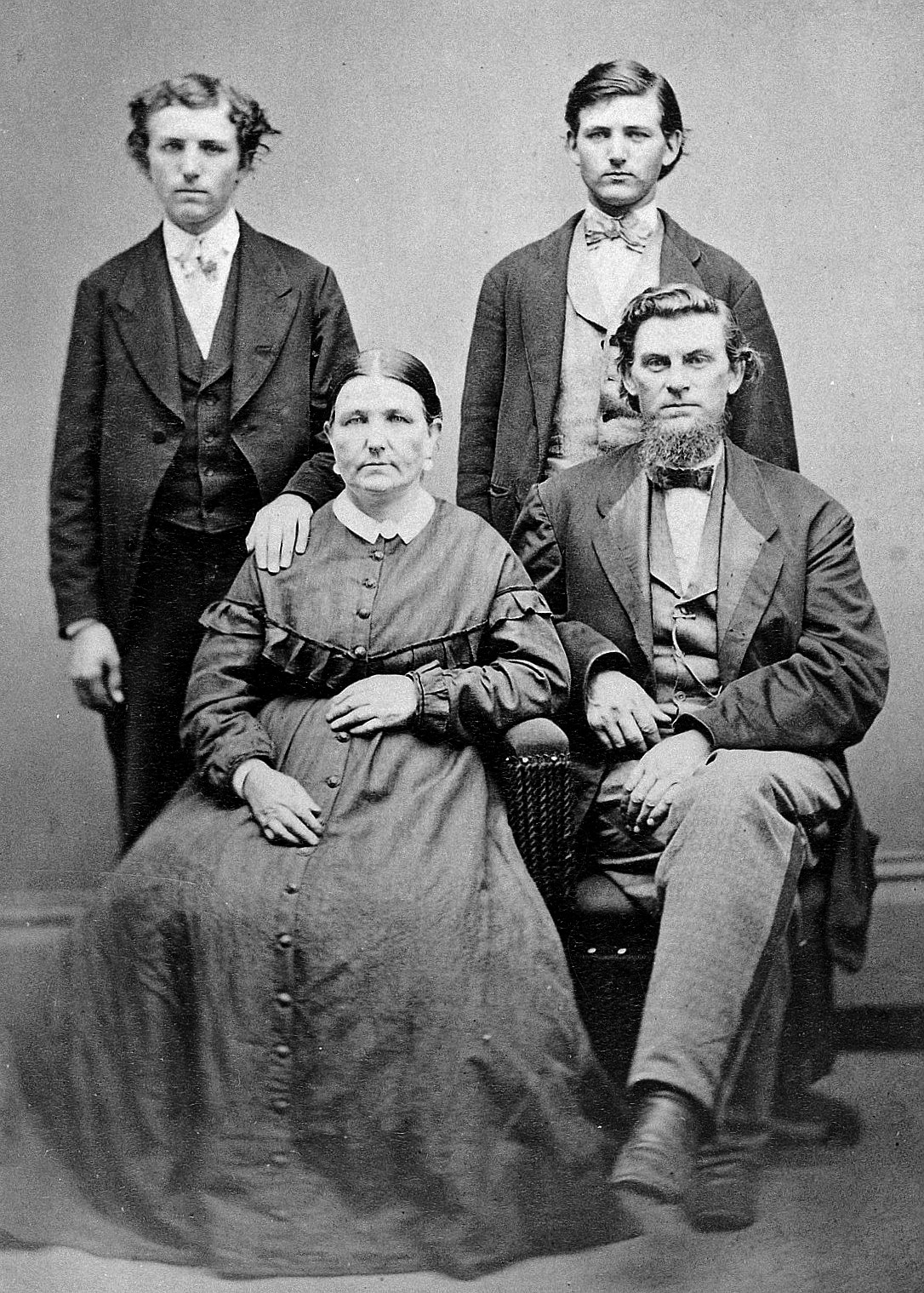
Rodinný portrét Wellcomů, asi 1875–1877. Henry stojí vlevo. Neznámý fotograf. The Wellcome Collection, Londýn

V roce 1901 se Wellcome oženil s Gwendoline Maud Syrie Barnardo, dcerou zakladatele sirotčince Thomase Johna Barnarda. Měli jedno dítě, Henry Mounteney Wellcome, narozený v roce 1903, který byl poslán k pěstounům ve věku asi tří let. V té době byl považován za nemocného a jeho rodiče trávili hodně času cestováním. Manželství nebylo šťastné a v roce 1909 se pár rozešel. Poté měla Syrie (jak byla známá) několik poměrů, včetně magnáta obchodního domu Harryho Gordona Selfridge a spisovatele Williama Somerseta Maughama, se kterým měla dceru (Mary Elizabeth) a později se za něho vdala. Wellcome požádal o rozvod v roce 1915 a jmenoval Maughama jako spoluodpůrce. Jeho společenské postavení přitahovalo velké množství publicity, které se předtím snažil vyhýbat. Syrie nikdy nenapadla Henryho opatrovnictví jejich dítěte, Henryho.
V roce 1910 se Wellcome stal britským občanem. V roce 1928 byl jmenován čestným viceprezidentem Společnosti pro námořní výzkum. V roce 1932 byl jmenován rytířem bakalářem Birthday Honours. V roce 1932 byl jmenován čestným členem Royal College of Surgeons of England. Zemřel na zápal plic na londýnské klinice v roce 1936 ve věku 82 let po operaci. Po jeho smrti byla založena nadace Wellcome Trust.

### Dědictví
Wellcome ve své závěti vložil celý základní kapitál své společnosti do jednotlivých správců, kteří byli pověřeni vynakládáním příjmů na podporu zdraví lidí a zvířat. Wellcome Trust je nyní jednou z největších soukromých biomedicínských charitativních organizací na světě.
První biografii Wellcome zadal Wellcome Trust v roce 1939, A. W. Haggis, člen personálu Muzea historické medicíny, které Wellcome založil. Správci však nebyli s konečným návrhem z roku 1942 spokojeni a biografie nebyla nikdy zveřejněna, ačkoli návrhy jsou volně k dispozici ke konzultaci v knihovně Wellcome Library.
Wellcomovu biografii napsal Robert Rhodes James a vyšla v roce 1994. V roce 2009 vydalo Oxford University Press knihu An Infinity of Things: How Sir Henry Wellcome Collected the World, kterou napsala Frances Larsonová, poté, co byly zkatalogizovány jak osobní, tak obchodní dokumenty Henryho Wellcoma.

## The Wellcome Trust
Po Wellcomově smrti byly příjmy z nadace, zpočátku prostřednictvím dividend, později prostřednictvím daňově výhodnějších smluv, použity k financování Wellcome Trust, poskytující dotace pro farmakologická oddělení na vzdělávání a školení výzkumníků do budoucna. Po změnách britského charitativního práva byla nadace prodána společnosti GSK a příjmy byly investovány do portfolia. Trust se poté stal největší charitativní organizací ve Spojeném království poskytující finanční prostředky pro oblasti, jako je biomedicínská věda, transfer technologií, zapojení veřejnosti a bioetika. Příjemcům jsou k dispozici granty a stipendia s cílem převést výzkum do použitelných zdravotnických produktů. Trust v současné době utrácí přes 600 $ milionů ročně na lékařský výzkum.
V roce 1955 byla založena nadace Burroughs Wellcome Fund (BWF) jako americká pobočka farmaceutického podniku Wellcome; v roce 1993 dar 400 milionů dolarů od Wellcome Trust umožnil BWF plně se osamostatnit od společnosti a stala se soukromou nezávislou biomedicínskou výzkumnou nadací se sídlem v Research Triangle Park v Severní Karolíně.
Nově zahájené programy Wellcome Trust zahrnují vytvoření výzkumných školicích programů pro lékaře, kteří chtějí pokračovat v kariéře v akademické medicíně, které organizace zahájila v říjnu 2010. V současné době také nadace podporuje výzkum klinických lékařů s cílem vyvinout léčbu obezity pomocí přirozeného potlačení chuti k jídlu.

## Sbírky
Wellcome měl vášeň pro sbírání lékařských artefaktů s cílem vytvořit Muzeum člověka. Kupoval do své sbírky vše, co se týkalo medicíny, včetně Napoleonova zubního kartáčku, který byl vystaven ve Wellcome Collection. V době jeho smrti bylo ve sbírce 125 000 lékařských předmětů, celkem více než jeden milion. Většina nelékařských předmětů byla po jeho smrti rozptýlena. Byl také horlivým archeologem, zejména kopal po mnoho let v Jebel Moya v Súdánu a najímal 4000 lidí na vykopávky. Byl jedním z prvních badatelů, kteří použili letecké snímkování z draků na archeologickém nalezišti, přičemž dochované snímky jsou k dispozici v knihovně Wellcome. Fotografování z draka byla ve své době velmi moderní metoda průzkumu.
Wellcomovu sbírku nyní spravuje Science Museum v Londýně a je v jejich péči od roku 1976. Mnoho předmětů ze sbírky je nyní vystaveno v Muzeu medicíny: The Wellcome Galleries. Wellcome Collection vystavuje řadu předmětů z Wellcomovy sbírky v „Medicine Man“, a to od roku 2007. Jeho sbírka knih, obrazů, kreseb, fotografií a dalších médií je k nahlédnutí v knihovně Wellcome. V roce 2003 režírovali Quay Brothers krátký animovaný film na poctu sbírce s názvem The Phantom Museum.

## Díla
- Alte cymrische Heilkunde : ein Abdruck des historischen Andenkens. Burroughs Wellcome, Londýn Digitální vydání od University and State Library Düsseldorf
- Příběh Metlakahtly. Londýn; New York: Sasko, 1887.

## Galerie

Portrét Henryho Wellcoma od Hugha Goldwina Rivière, 1906. Část kolekce Wellcome
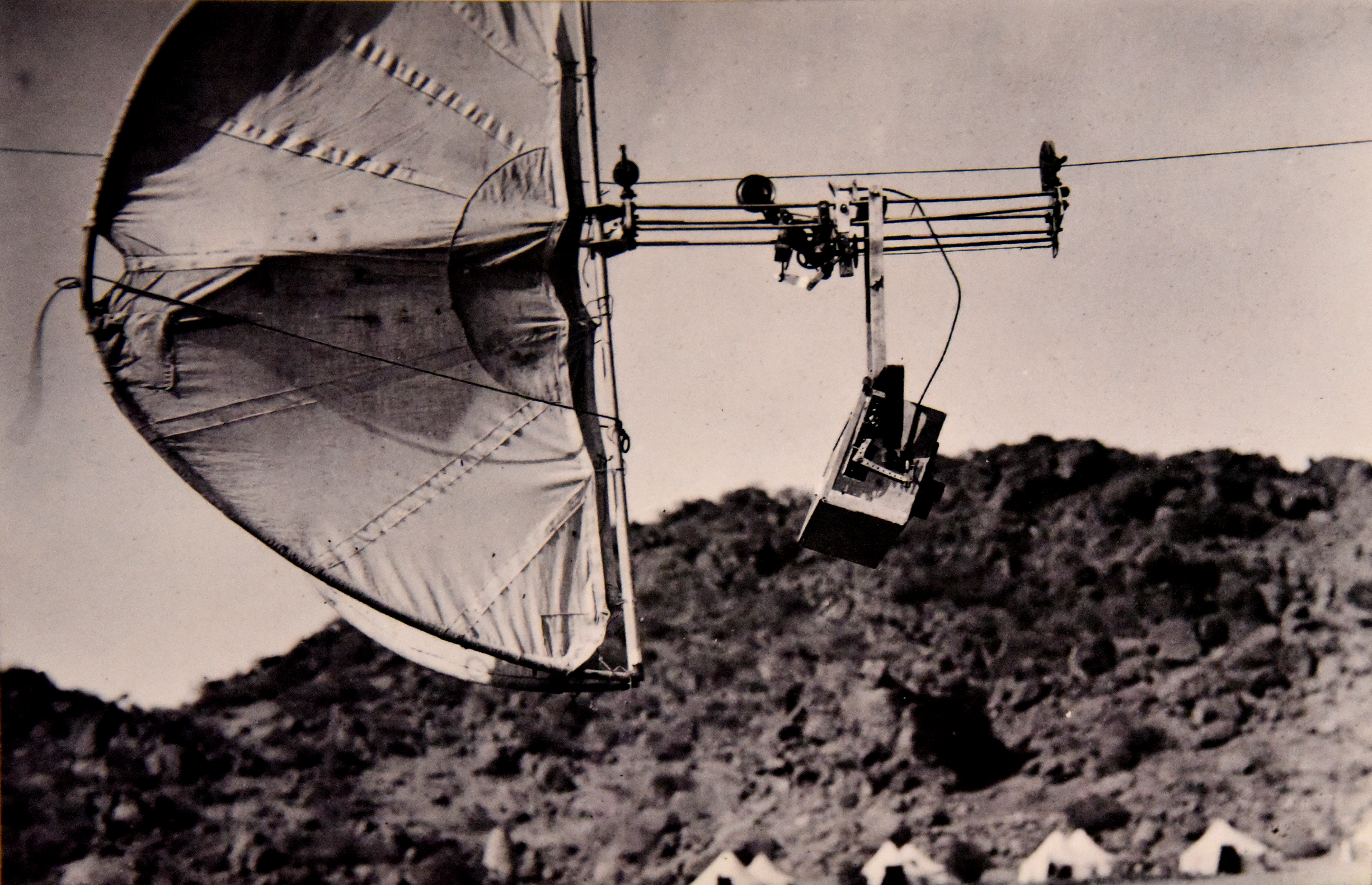
Fotografická automatická letecká kamera Henryho Wellcoma používaná v Jebel Moya, Súdán, 1912–1913. Neznámý fotograf. The Wellcome Collection, Londýn
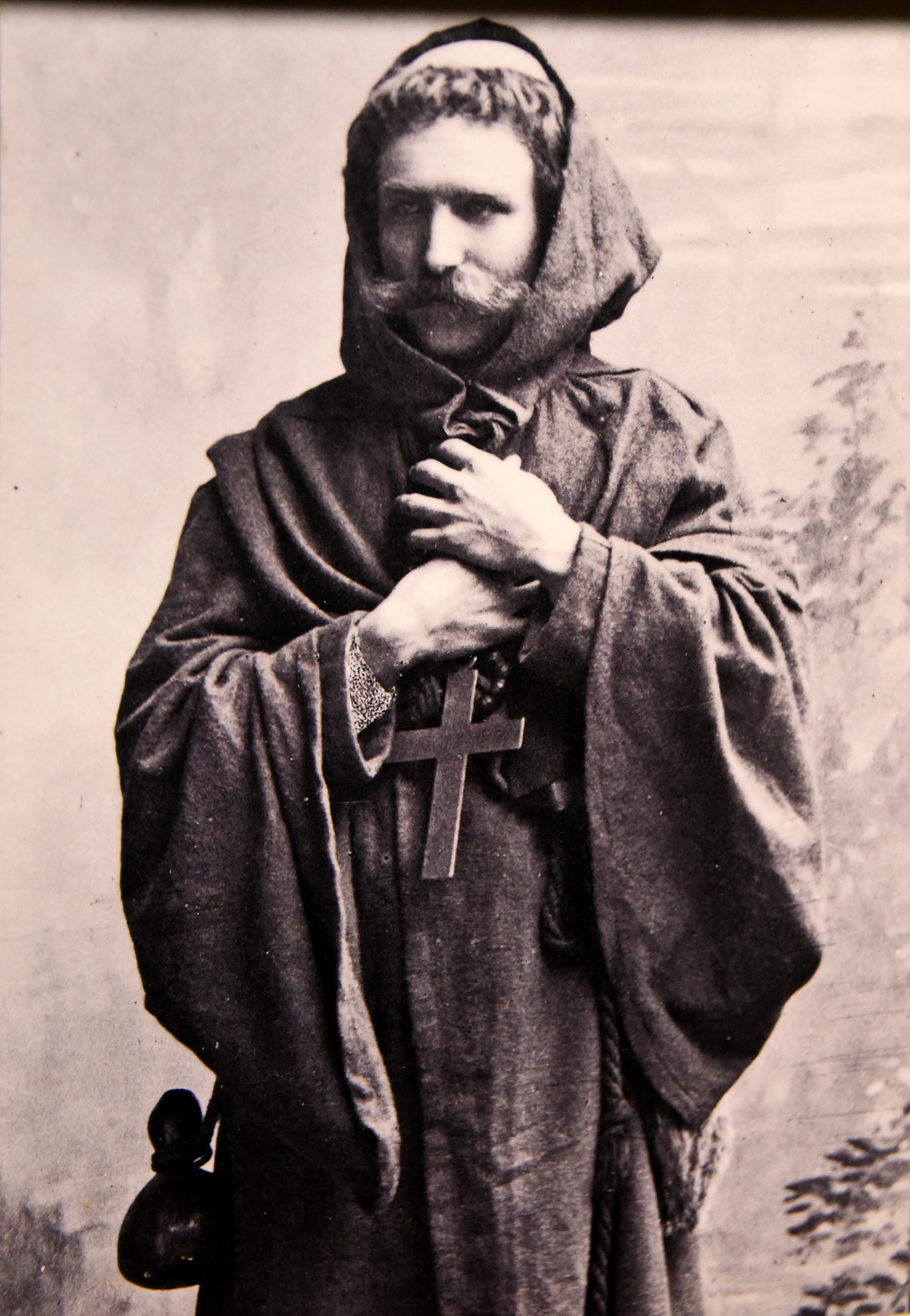
Portrét Henryho Wellcoma in a monk's costume, c. 1885, neznámý fotograf, The Wellcome Collection, Londýn
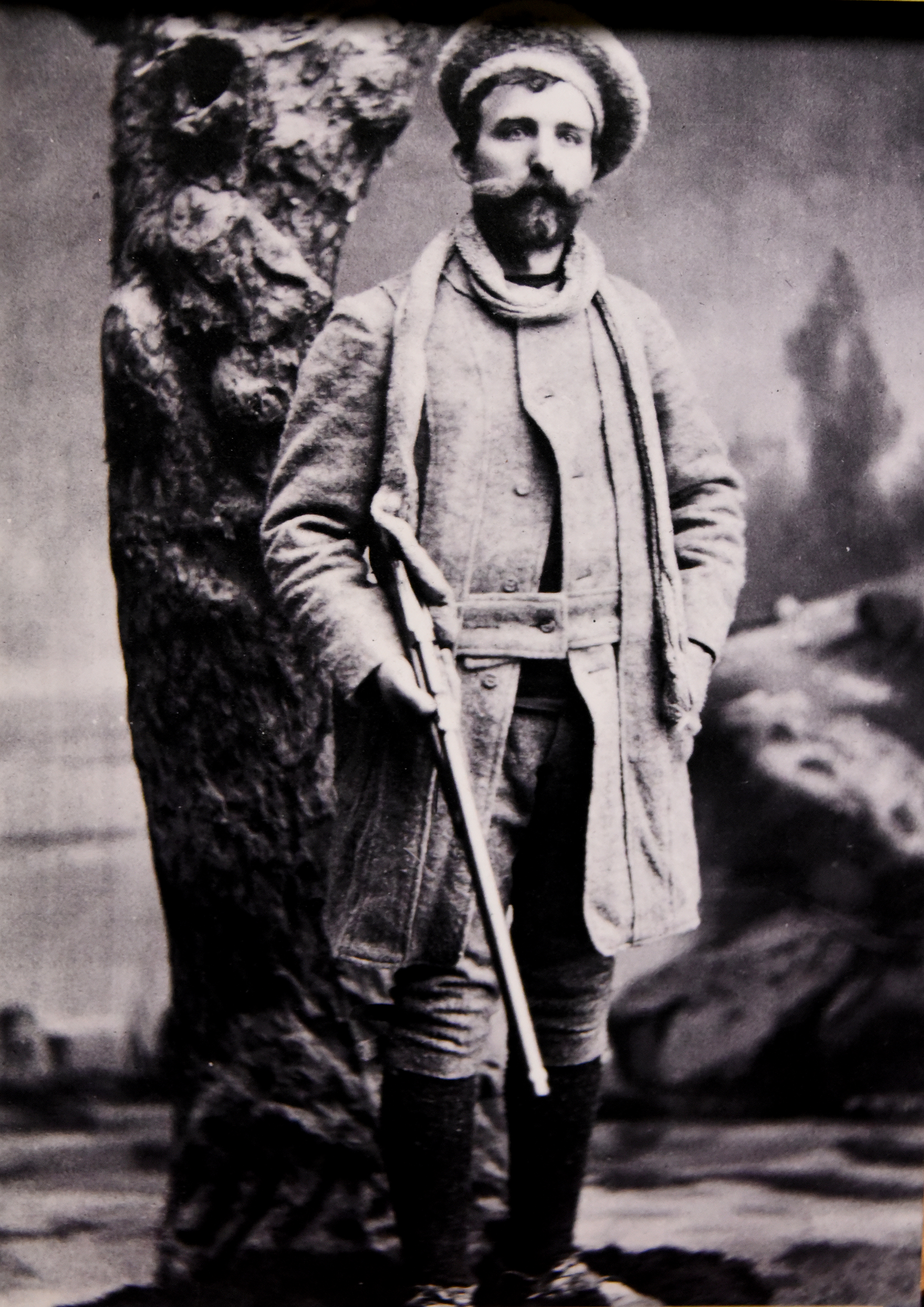
Portrét Henry Wellcoma in shooting costume, c. 1885, neznámý fotograf, The Wellcome Collection, Londýn
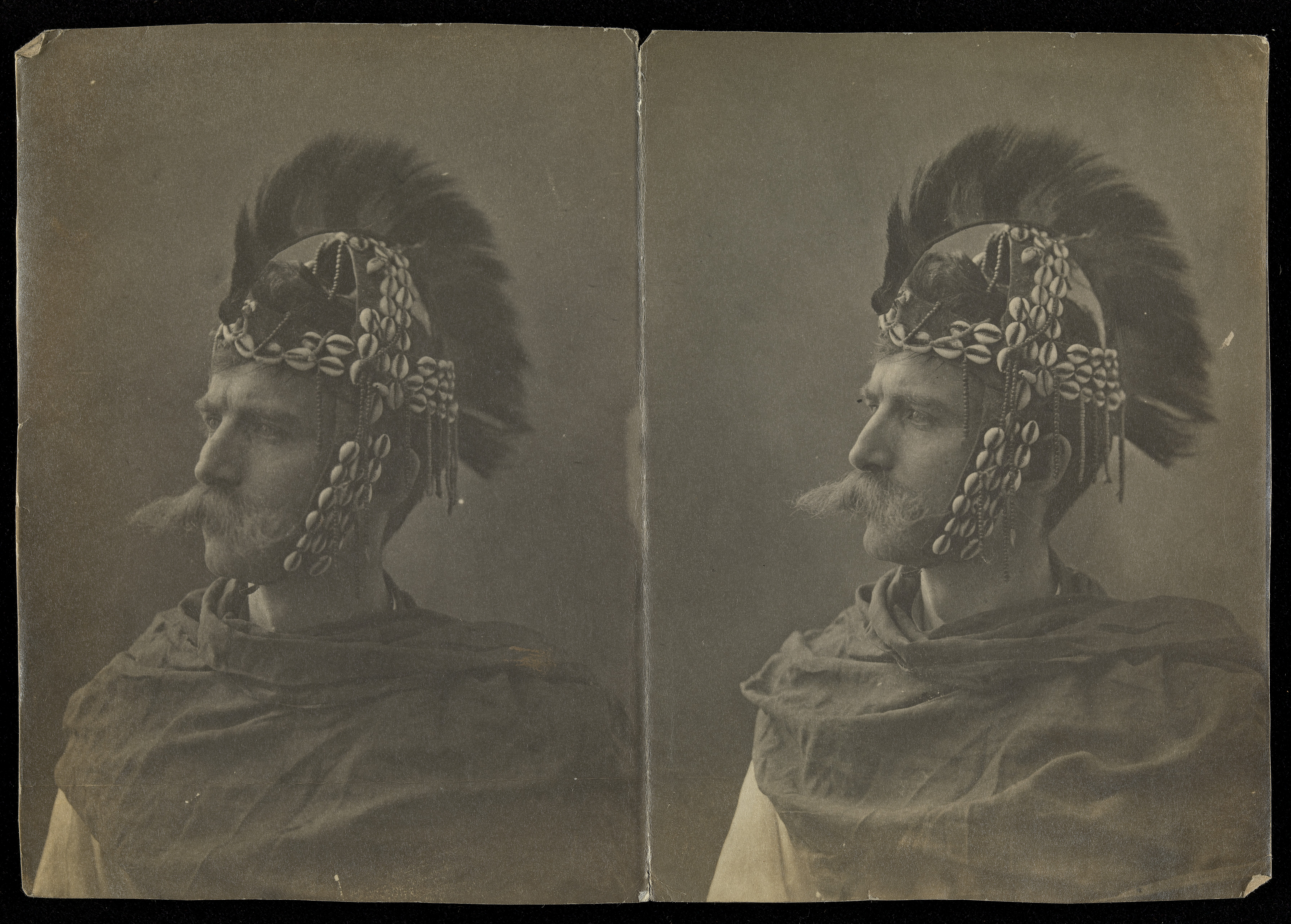
Henry Wellcome in fancy dress, asi 1885, neznámý fotograf, The Wellcome Collection, Londýn
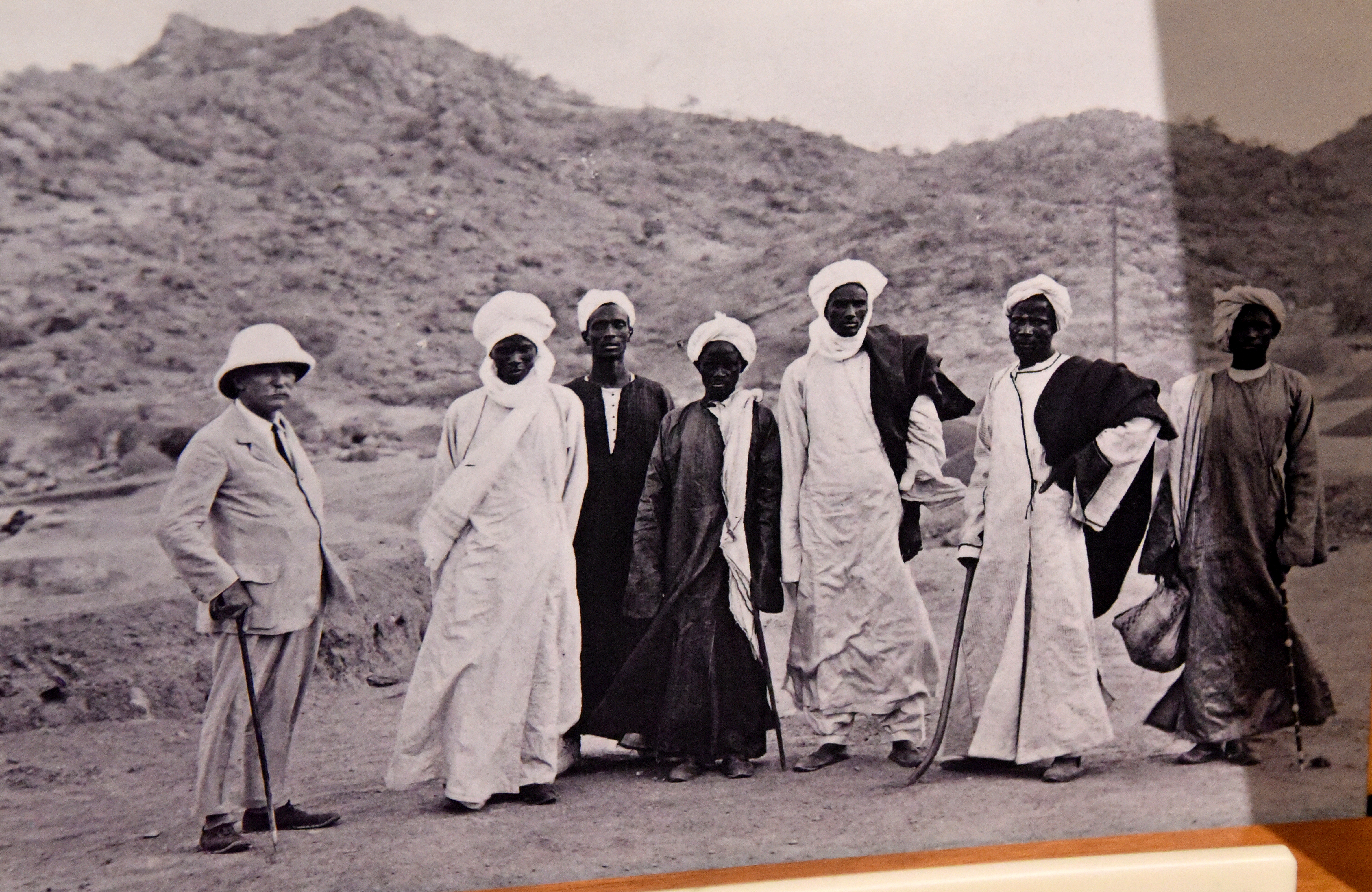
Henry Wellcome with Sultans of Socota, Jebel Moya, Sudan, asi 1912, neznámý fotograf, The Wellcome Collection, London
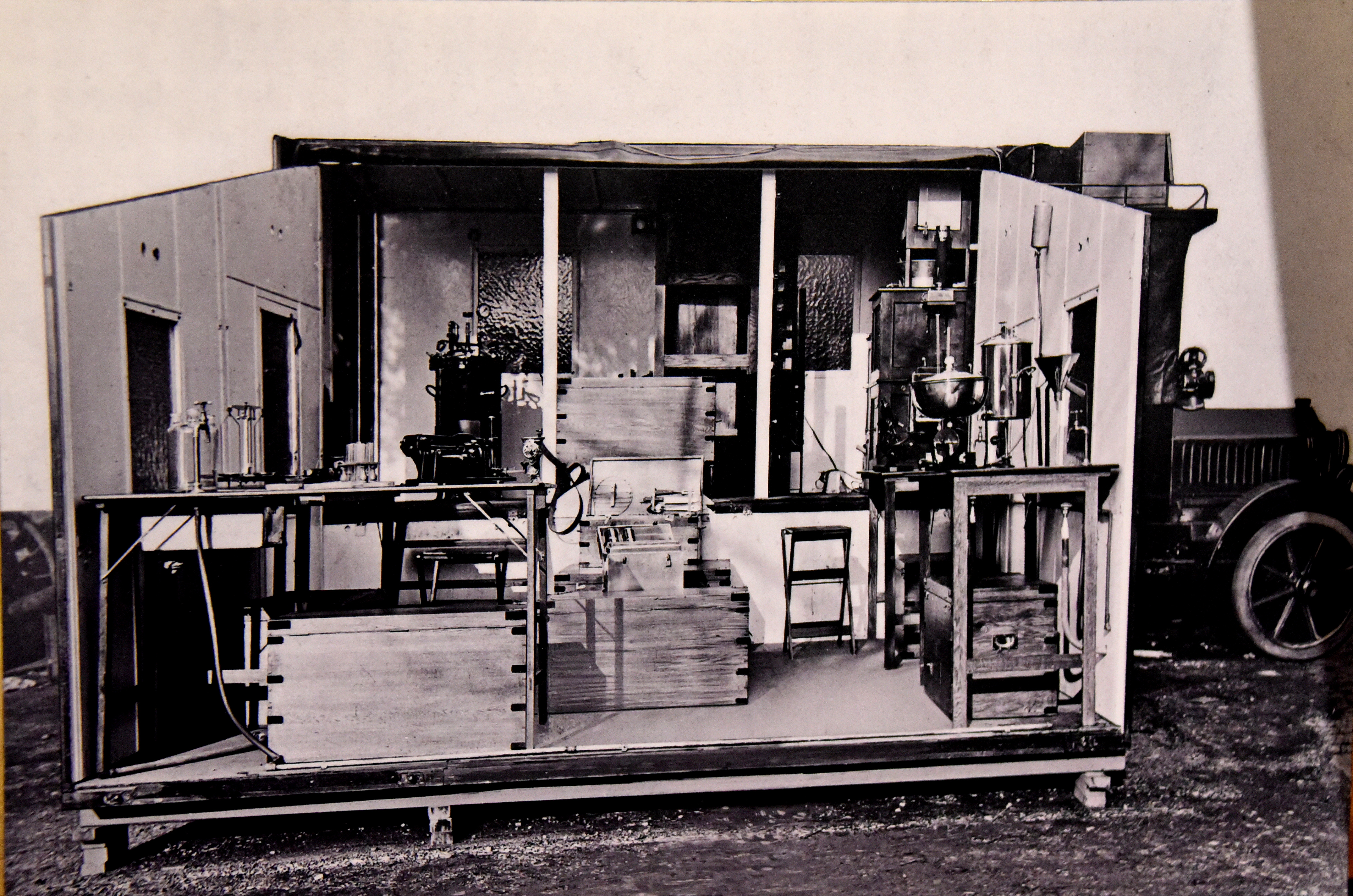
Mobile field bacteriology laboratory interior, Chartúm, Súdán, asi 1918. The lab was part of Henry Wellcome's work, neznámý fotograf, The Wellcome Collection, Londýn
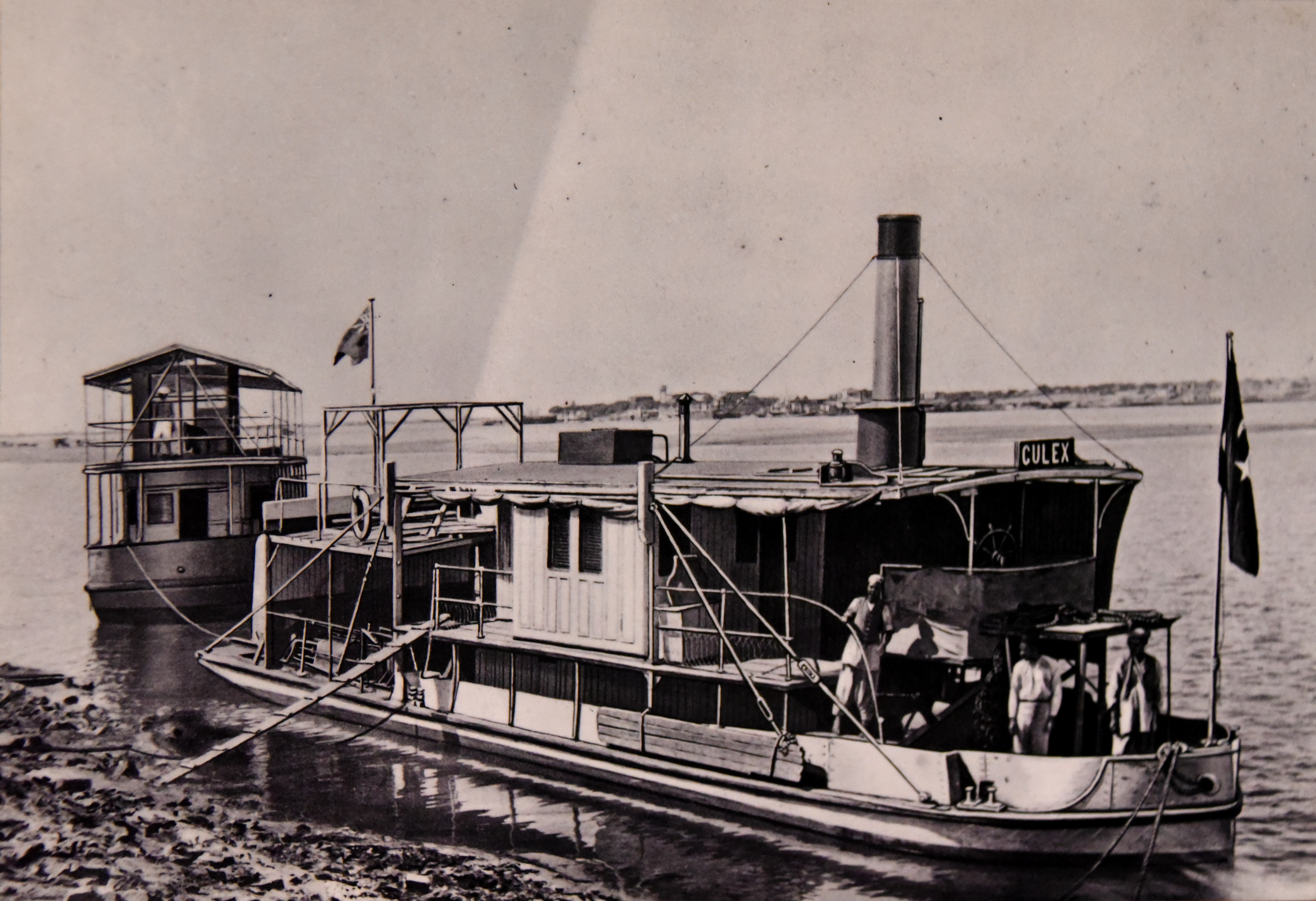
Floating laboratory, Súdán, asi 1911. The lab was part of Henry Wellcome's work, neznámý fotograf, The Wellcome Collection, Londýn